# Sala Maskinfabrik
Sala Maskinfabriks AB var ett industriföretag från Sala som från början tillverkade jordbruksmaskiner, men som så småningom inriktade sig mot allehanda maskiner till gruvindustrin, sågverksamhet och byggindustrin (cementblandare och lyftkranar). 
Företaget Sala Maskinfabriks AB grundades 4 juli 1882 av dåvarande borgmästaren i Sala stad Lundberg, tillsammans med rådman Rothén, samt ingenjörerna Gustaf Bergström och Wilhelm Heberle. År 1924 köptes företaget av Tornborg & Lundberghs Eftr. AB för en summa av 105.000kr. Sala Maskinfabrik kom därefter att fungera som ett dotterbolag till Tornborg & Lundberg fram tills det såldes till Boliden AB 1972. Från 1962 var Sala Maskinfabrik även ägare till Nyhammars bruk